# Catcylaelia
× Catcylaelia, (abreviado Ctyl) en el comercio, es un híbrido intergenérico entre los géneros de orquídeas Cattleya × Encyclia × Laelia. Fue publicado en Orchid Rev. 112(1257, Suppl.): 46 (2004).